# Українська Мічиганська Ліга
Українська Мічиганська Ліга — громадська, освітня і допомогова організація в Детройті (США), з обсягом діяльності на терені штату Мічиган. Заснована 1932; число членів пізніше близько 120 — 150.
Входить до Об'єднання Українських Організацій Америки, згодом Українського Конгресового Комітету.
Українська  Мічиганська Ліга фінансово допомагала установам у Галичині й на еміграції. 1981 з нагоди 50-ліття роздано на національні цілі 10 000 доларів.
Голова З. Курилів.